# Ивакино (Краснохолмский район)
Ива́кино — деревня в Краснохолмском районе Тверской области. Относится к Глебенскому сельскому поселению, до 2006 года — центр Ивакинского сельского округа. Расположена в 13 километрах к юго-востоку от районного центра города Красный Холм.
В 1997 году — 51 хозяйство, 157 жителей. Администрация сельского округа, центральная усадьба колхоза «Искра», фермы, мастерские, сушильное хозяйство, пилорама, неполная средняя школа, детсад, ДК, библиотека, медпункт, магазин.